# 前仙乡
前仙乡，是中华人民共和国河北省石家庄市元氏县下辖的一个乡镇级行政单位。

## 行政区划
前仙乡下辖以下地区：
前仙村、后仙村、口头村、南子沟村、北子沟村、石板沟村、东岭底村、西岭底村、南马村、北马村和牛家庄村。